# Alvin Cullum York
Alvin Cullum York (bolj znan kot Narednik York), ameriški podčastnik in vojni junak, * 13. december 1887, Pall Mall, Tennessee, ZDA, † 2. september 1964, Nashville, Tennessee, ZDA.

## Življenje
York se je rodil v revni gorski družini. Z lovom je prispeval velik del k prehrani in zaslužkom, zato se je razvil v mojstrskega strelca. V mladosti je veljal za malopridneža, saj je bil velikokrat vpleten v pijanske pretepe. Ko je leta 1914 v enem od teh pretepov umrl njegov prijatelj, se je York odpovedal takemu življenje in postal predan kristjan. Ob vstopu ZDA v prvo svetovno vojno je podal ugovor vesti zaradi verskih razlogov.
Njegov ugovor so zavrnili in ga vpoklicali v 82. pehotno divizijo (328. pehotni polk). Kot izurjen in natančen strelec je hitro napredoval v čin desetnika.
Svojo slavo je dosegel 8. oktobra 1918 med ofenzivo Maas-Argonne. Ko so v naskoku na nemško bojno črto padli trije višji podčastniki, je prevzel poveljstvo voda. Pod njegovim poveljstvom je preostalih sedem vojakov iz voda ubilo 25 nemških vojakov, uničilo 25 mitraljeških gnezd ter zajelo 4 častnike in 128 drugih vojakov. Za ta podvig je bil povišan v narednika ter odlikovan s parimi najvišjimi vojaškimi odlikovanji več držav; med drugim tudi z medaljo časti.
Ko se je vrnil domov, je ustanovil zasebni agrokulturni inštitut York Insitute v Jamestownu (Tennessee). Inštitut je kmalu prešel v državno last in je še zmeraj del srednješolskega sistema.
Zaradi njegovih zaslug mu je država Tennessee podarila kmetijo, ki še danes stoji. Umrl je leta 1964 zaradi možganske krvavitve in je pokopan v rojstnem kraju.

### Vojaška kariera

#### Odlikovanja
- zaslužni križec
- medalja časti (18. april 1919
- Croix de Guerre (Francija)
- legija časti (Francija)
- Croce di Guerra (Italija)
- vojna medalja (Črna gora)

#### Napredovanja
- desetnik - 1917
- vodnik - 1918

## Drugo
Po njegovi zgodbi je bil posnet film Sergeant York (1941), v katerem je glavno vlogo odigral Gary Cooper.
V njegovo čast je kopenska vojska ZDA poimenovala samovozni protiletalski top, M247 Sergeant York, ki so ga razvili v 80.. letih 20. stoletja, a so ga ukinili zaradi tehničnih težav.